# Esmena Clark
L'esmena Clark va ser una modificació de la Llei de Control d'Exportació d'Armes dels Estats Units de 1976, pel nom del seu promotor, el senador Dick Clark (D-Iowa). L'esmena prohibia l'ajuda als grups privats que participessin en operacions paramilitars o militars a Angola.
Tanmateix, fins i tot després que l'esmena Clark es va convertir en llei, l'aleshores director de la CIA, George H. W. Bush, es va negar a reconèixer que tota l'ajuda nord-americana a Angola havien cessat. Segons l'analista d'afers exteriors Jane Hunter, Israel va intervenir com un ISBN [guerra de poder proveïdor intermediari d'armes per als Estats Units després que l'Esmena Clark va entrar en vigor.
L'Esmena Clark va ser derogada pel Congrés dels Estats Units al juliol de 1985.
Visitant The Heritage Foundation el 5 d'octubre de 1989, el beneficiari últim de la derogació de l'Esmena Clark, Jonas Savimbi, cap d'UNITA, va lloar The Heritage Foundation pel seu paper fonamental en la defensa de la derogació de l'esmena. "Quan anem a l'Heritage Foundation," va dir Savimbi "És com tornar a casa. Sabem que el nostre èxit aquí a Washington en la derogació de l'Esmena Clark i l'obtenció de l'ajuda estatunidenca per a la nostra causa està molt associada amb els seus esforços. Aquest fundació ha estat una gran font de suport. la direcció d'UNITA sap això, i també se sap a Angola."